# قرنفل (زهرة)
القَرَنْـفُل أو قرنفل أرقط (الاسم العلمي: Dianthus) جنس من نباتات الزينة يتبع الفصيلة القرنفلية. يضم القرنفل حوالي 300 نوع، أصل معظمها أوروبا وآسيا بينما ينتمي بعضها للمغرب العربي، وينمو واحد فقط في المناطق القطبية من أمريكا الشمالية.

## الوصف النباتي
معظم أنواع شجيرات القرنفل معمرة. الأوراق متقابلة خطية بشكل عام. الزهرة منفردة لها خمس بتلات.

## الأهمية الاقتصادية
القَرَنْفُل من نباتات الزينة ذات الشعبية الكبيرة والتي تستعمل كأزهار مقطوعة، وهو يحتل المرتبة الثانية بين الأزهار المقطوعة بعد الورود وقبل والأقحوان والتوليب الجربارة.

## من أنواعهالواطنةفيالوطن العربي
1. القرنفل الأنيق (باللاتينية: Dianthus elegans) في بلاد الشام
2. القرنفل التبريزي (باللاتينية: Dianthus tabrisianus) في بلاد الشام
3. القرنفل ثلاثي النقط (باللاتينية: Dianthus tripunctatus) في بلاد الشام
4. القرنفل دقيق السداة (باللاتينية: Dianthus micranthus) في بلاد الشام
5. القرنفل السينائي (باللاتينية: Dianthus sinaicus) في بلاد الشام ومصر
6. القرنفل الكرامي (باللاتينية: Dianthus karami) في بلاد الشام
7. القرنفل اللبناني (باللاتينية: Dianthus libanotis) في بلاد الشام
8. القرنفل متجمع الأسدية (باللاتينية: Dianthus monadelphus) في بلاد الشام
9. القرنفل المتدلي (باللاتينية: Dianthus pendulus) في بلاد الشام
10. القرنفل المدبب (باللاتينية: Dianthus cyri) في بلاد الشام والعراق[7]
11. القرنفل المشرقي (باللاتينية: Dianthus orientalis) في بلاد الشام
12. القرنفل المشعر (باللاتينية: Dianthus crinitus) في بلاد الشام
13. القرنفل ملتحي البتلات (باللاتينية: Dianthus pogonopetalus) في بلاد الشام
14. القرنفل المنتصب (باللاتينية: Dianthus strictus) في بلاد الشام ويتبعه ثلاثة أنوعة واطنة في بلاد الشام
15. قرنفل مونبلييه (باللاتينية: Dianthus monspessulanus) في بلاد الشام وجنوب غرب أوروبا

## من أنواعه غير الواطنة في الوطن العربي
- قرنفل ياباني (باللاتينية: Dianthus japonicus)
- قرنفل شائع (باللاتينية: Dianthus caryophyllus)

## التكاثر
يتكاثر القَرَنْـفُل بطريقتين :
- بالبذرة وذلك في شهر آذار/مارس ونيسان/أبريل للحصول على أنواع جديدة، ثم بعد ظهور النباتات تزرع كشتلات.
- بالعقلة وذلك من أول شهر كانون الأول/ديسمبر إلى أواخر شهر شباط/فبراير.